# Георгіївський собор (Данівка)
Георгіївський собор — православний собор та пам'ятка архітектури національного значення між Данівкою та Часнівцями.

## Історія
Постановою Кабінету Міністрів УРСР від 24.08.1963 № 970 «Про впорядкування справи обліку та охорони пам'яток архітектури на території Української РСР» надано статус «пам'ятник архітектурі національного значення» № 848 під назвою Георгіївська церква. Встановлено інформаційну дошку.
Входить до комплексу Георгіївського монастиря і є його головною домінантою. Комплекс монастиря за розпорядженням Чернігівської обласної державної адміністрації від 200. № 37 також включає такі об'єкти — пам'ятки архітектури: «Флігель Георгіївського монастиря» № 88-Чг, «Братський корпус» № 89-Чг, «Господарська будівля» № 90-Чг, «Стіна з брамою» № 91-Чг.

## Опис
На Чернігівщині це один із двох храмів даного типу, що збереглися, інший — Преображенська церква в Ніжині. Має інтер'єр характерний для Київської Русі, а триголовість є характерною для української дерев'яної архітектури, що робить її одним із найкращих прикладів української архітектури часів бароко. Входить до комплексу Георгіївського Данівського монастиря та є його головною спорудою. Розташований у міжріччі Остра та її притоки Старого Остра — між селами Данівкою та Часнівцями. Безпосередньо на південний захід розташована Троїцька «тепла» церква.
Собор почав будуватися 1741 року за указом імператриці Єлизавети Петрівни за прикладом Вознесенської церкви Флорівського монастиря у Києві. 1756 року постраждав від пожежі. 1770 року відбудований на кошти київського полковника Юхима Дарагана.
Кам'яний, оштукатурений та побілений, 3-головий, 3- нефний, хрестово-купольний храм. Розділи розташовані по осі захід-схід. Чотири пілони ділять внутрішній простір на три поздовжні нефи, які завершуються апсидами. Середній неф втричі ширший за бічні, а середня апсида гранована зовні і напівциркульна всередині. Портали та барабани прикрашені ліпниною. З трьох боків перед входом — криті прямокутні у плані паперті з двосхилими дахами. Стіни прикрашені пілястрами та вінчаючим карнизом, вікна — профільованими наличниками.
Постраждав під час Другої світової війни. 1952 року частково реставрований. У 1995 році монастир та собор були передані релігійній громаді.

## Галерея

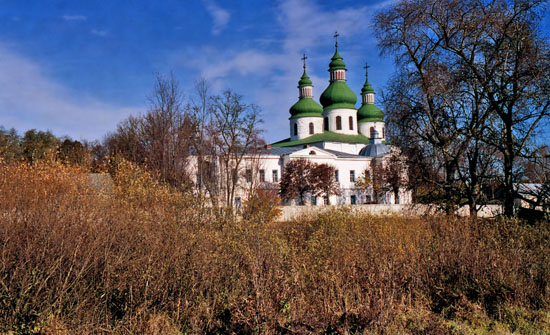
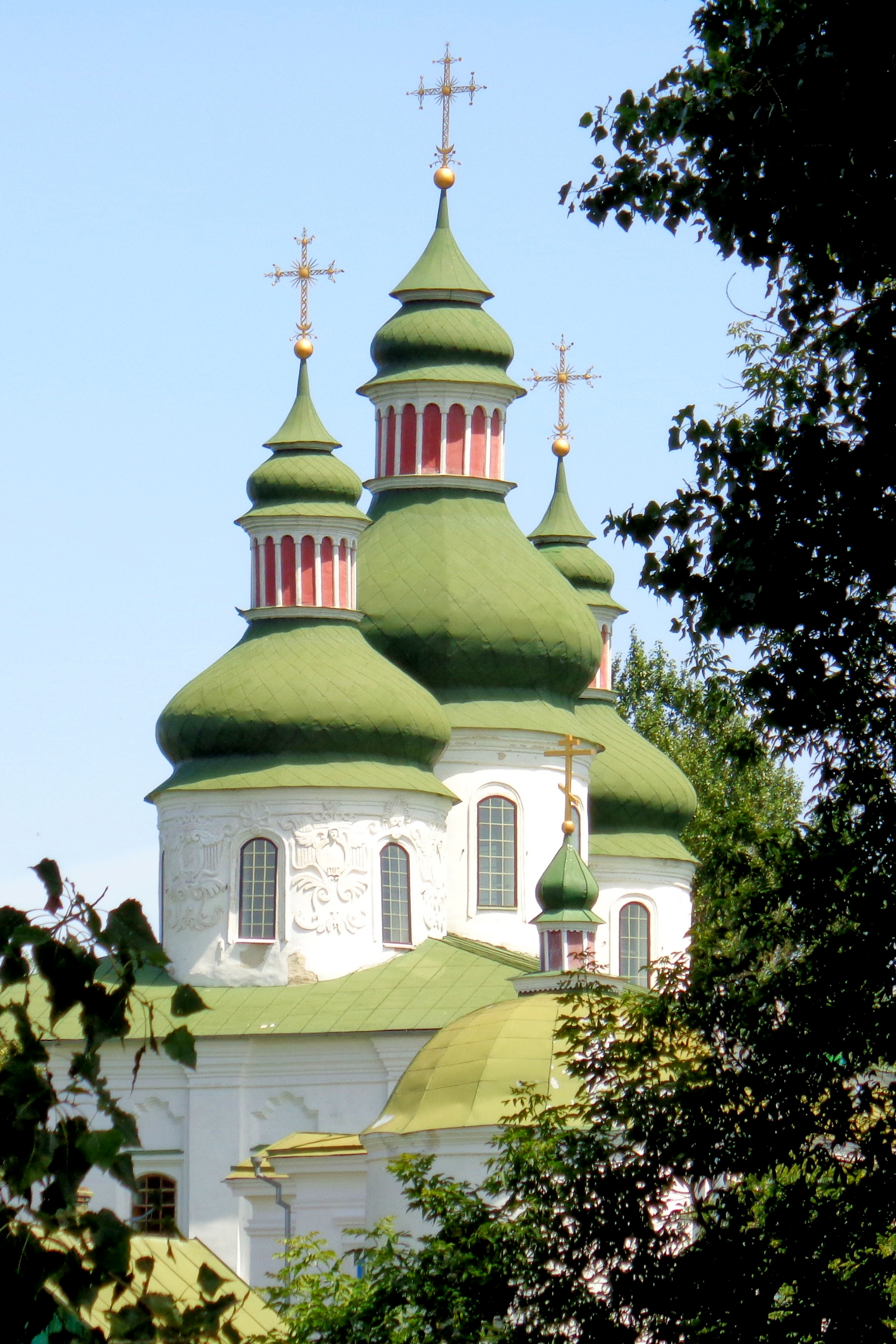
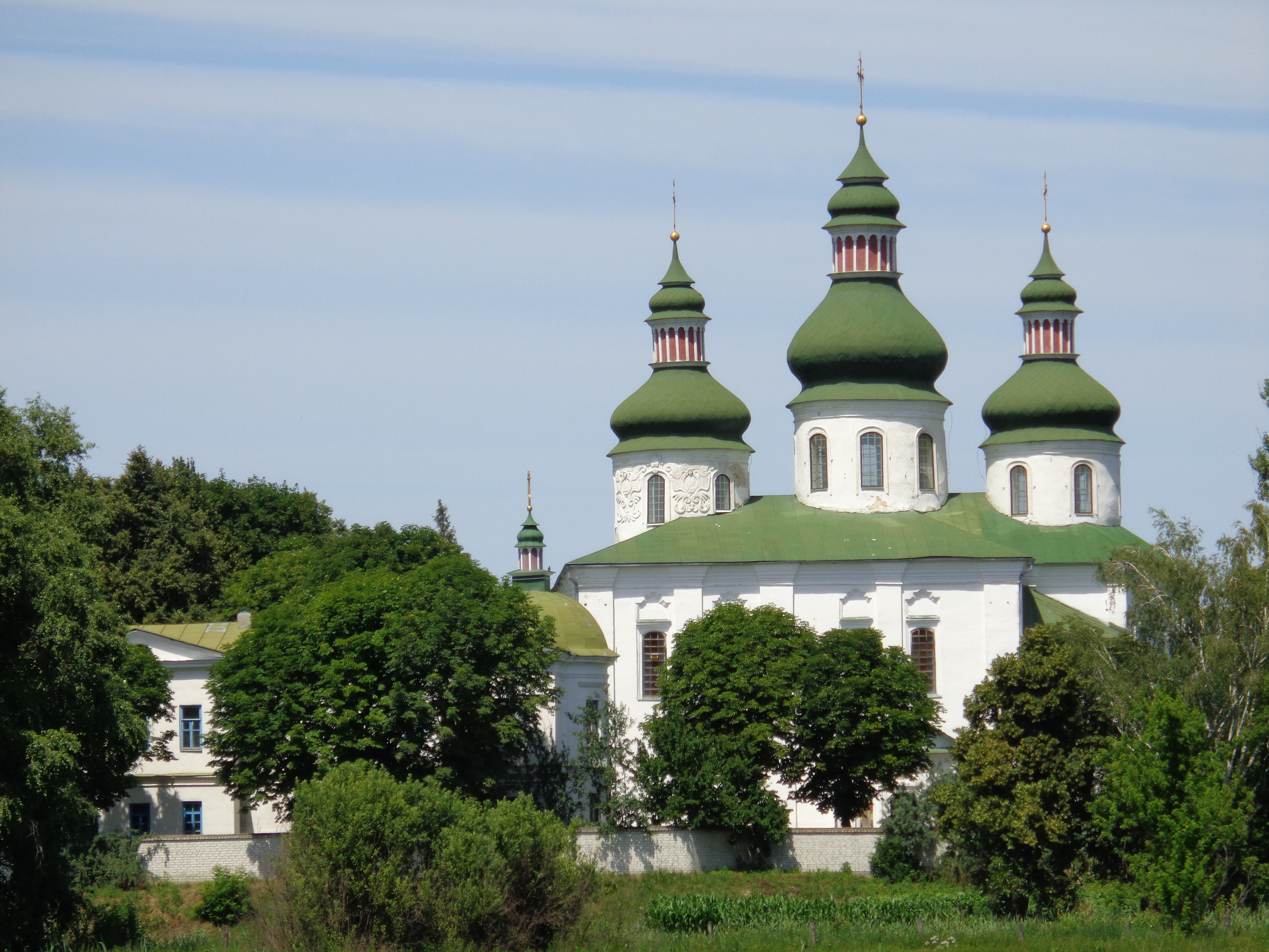